# Диабетна ретинопатия
Диабетната ретинопатия (ДР) е хронично заболяване на очите, което е пряка последица от метаболитното заболяване Захарен диабет. Представлява микроангиопатия, характеризираща се в ранните си фази със съдова оклузия и с фиброваскуларна пролиферация – в късните фази. Съдовата оклузия, водеща до исхемия и повишената съдова пропускливост като израз на нарушена кръвно-ретинна бариера са основните патофизиологични механизми, обуславящи специфичната фундоскопска картина. Диабетната ретинопатия е една от водещите причини за слепота сред населението в работоспособна възраст (между 20 и 74 години). Ретинопатия се развива рано или късно при 90% от пациентите със захарен диабет първи или втори тип. Тя е причина за 12% от новооткритите случаи на слепота годишно.
 Световната здравна организация (СЗО) оценява приблизително броя на болните със захарен диабет на 150 милиона през 2000 г. и предполага, че през 2025 г. тази стойност ще нарасне двойно. ДР е на пето място като причина за слепота в света глобално.
В настоящото изложение се основаваме на данните, получени от 3 големи мултицентрични проучвания, осъществени в САЩ: Diabetic Retinopathy Study (DRS), Early Treatment Diabetic Retinopathy Study (DRS), Diabetic Retinopathy Vitrectomy Study Research Group (DRVS). Всяко едно от тези проучвания е извършено в продължение на дълъг период от време върху голям брой пациенти и информацията, която доставя е от изключително значение за правилното терапевтично поведение при пациенти с ДР. Тези проучвания демонстрират статистически значимата ефикасност и полза от лазерната фотокоагулация при лечението на диабетната ретинопатия и диабетния оток на макулата. Ранното откриване и разпознаване на очи с високо – рискови характеристики и прилагането на необходимото лазерно лечение може да промени естествения ход на ретинопатията..
За доказване на диабетната ретинопатия е необходим преглед с разширяване на зениците, извършен от профилиран офталмолог.

## Класификация на диабетната ретинопатия
Ключ към овладяването и лечението на всяко едно заболяване е неговото разпознаване. За точно стадиране на измененията, настъпващи при ретинопатията е предложена Международна скала на тежестта на ДР.

### Преретинопатия
Касае се за състояние на болен със захарен диабет без обективни офталмоскопски данни за диабетна ретинопатия. Определено става дума за латентен период на заболяването, като не може да има категорични данни каква е средната продължителност на този етап. Това зависи от адекватност на контрола на диабета, индивидуални особености, фактори на околната среда.

#### Непролиферативна диабетна ретинопатия
Развита клинична картина на начална ретинопатия. За лечението ѝ се предлагат различни стратегии на контрол в зависимост от напредването на процеса и поради това се въвеждат следните клинични поднива с характерните им особености:
- лека /начална/: микроаневризми, малък брой интраретинални кръвоизливи, „твърди“ ексудати, единични „влажни“ ексудати;
- умерена – по-изразена от първи стадий, но по-малко изразена от правилото 4, 2, 1;
- тежка – един от следващите критерии /4 – 2 – 1 правило/:
  -     - микроаневризми, множество по-големи хеморагии в 4-те квадранта
    - нагъване и деформация на венозните съдове /като броеница/ в най-малко 2 квадранта
    - интраретинални микроваскуларни аномалии (IRMA) в най-малко 1 квадрант.
- много тежка – най-малко 2 критерия от правилото 4, 2, 1.

#### Пролиферативна диабетна ретинопатия
При тази фаза на ретинопатията измененията в кръвообращението на ретината са много напреднали. Нервната тъкан на окото има съществени необходимости от подвоз на кислород и глюкоза с кръвта и когато това е смутено организмът намира нов път. Започва новообразуване (пролифериране) на нови кръвоносни съдове, които са функционално и морфрологично непълноценни. Основната причина, водеща до развитието на пролиферативната фаза на ДР е ретиналната исхемия. За адекватното лечение и преценка на намесата ни трябва точно да стадираме пролиферативната диабетна ретинопатия:
- без високорискови характеристики
- с висок риск
- напреднала ДР.

Някои автори отделят и краен стадий на диабетната ретинопатия – Retinopathia diabetica complicata, Burned-out stage.. Касае се за стадий на терминалните изменения – отлепване на ретината, хемофталм, кистоидна дегенерация на макулата, атрофия на зрителния нерв и др. При тези изменения зрението е загубено, а това често е безвъзвратна инвалидизация. В България пациенти с очни дъна в този стадий се срещат много по-често, отколкото бихме желали. Именно тук е ролята на здравната просвета и промоцията на здравето.

### Лечение на ДР
Ефективно лечение само при изпълнение на следните първични условия:
- Агресивен контрол на кръвната захар
- Адекватен контрол на кръвното налягане
- Адекватен контрол на серумните липиди
- Контрол на телесното тегло